# Línguas biaris
1. default=

Biari é o grupo ocidental de línguas índicas orientais, falado em Biar, na Índia, e nos estados vizinhos. O boiapuri e o maitili também são falados no Nepal por mais de 20% da população daquele país. Apesar do grande número de falantes destes idiomas, as línguas biaris ainda não foram reconhecidas constitucionalmente na Índia; mesmo em Biar, o hindi é o idioma usado para assuntos educacionais e oficiais. Estes idiomas foram reduzidos legalmente a uma subcategoria do hindi no censo de 1960; políticas estatais como esta criaram condições para que as línguas biaris passassem a sofrer algum risco de extinção.
A troca do biari pelo hindi se iniciar em Biar, em 1881, quando os hindi tomou o local do urdu como único idioma oficial da província. Nesta disputa entre os dois idiomas, as reivindicações das três principais línguas maternas da população da região - o magaí, o boiapuri e o maitili, foram ignoradas. Após a independência o hindi recebeu novamente o status de único idioma oficial, através do Decreto de Língua Oficial do Biari de 1950.
A Nalanda Open University ("Universidade Aberta de Nalanda") oferece diversos cursos em biari (tanto n).